# Амстердам (фильм)
«Амстердам» (англ. Amsterdam) — американский фильм режиссёра и сценариста Дэвида Оуэна Рассела в жанре исторической комедийной драмы и мистерии. Премьера фильма в концертном зале Элис Талли в Нью-Йорке прошла 18 сентября 2022 года, а в кинотеатрах США фильм вышел 7 октября 2022 года.
Прокат фильма обернулся кассовым провалом, а сама кинокартина получила неоднозначные отзывы критиков и зрителей, которые сочли его чрезмерно амбициозным и непоследовательным, а сценарий и режиссуру Рассела — слабой. Похвалы удостоилась игра всего актёрского состава и визуальная составляющая.

## Сюжет
В 1918 году родители бывшей жены Берта Берендсена отправляют его на Первую мировую войну. Находясь во Франции, Берт начинает дружить с афро-американским солдатом Гарольдом Вудманом. Берта и Гарольда, получивших ранения в бою, вылечила Валери Банденберг, эксцентричная медсестра, которая создает произведения искусства из осколков, извлечённых из солдат, с которыми они дружат.
После окончания войны все трое живут вместе в Амстердаме, пока Берт не возвращается в Нью-Йорк, чтобы быть со своей женой. Гарольд, который влюбился в Валери и завязал с ней шаткие романтические отношения, также уезжает в Нью-Йорк, чтобы осуществить свое стремление стать юристом.
Пятнадцать лет спустя Берт открыл собственную медицинскую практику для ветеранов войны и до сих пор дружит с Гарольдом, который теперь работает юристом. О Валери они ничего не слышали с тех пор, как уехали из Амстердама. Гарольд просит Берта провести вскрытие Билла Микинса (сенатора, который был командиром их полка во время войны) по указанию дочери Микинса Элизабет, которая считает, что он был убит. С помощью медсестры Ирмы Сент-Клер Берт проводит вскрытие, которое показывает, что Микинс действительно был отравлен. Берт и Гарольд встречаются с Элизабет, чтобы обсудить результаты вскрытия, но её внезапно убивает наёмный убийца, толкнув под машину. В её смерти обвиняют Берта и Гарольда, из-за чего им приходится бежать и скрываться от полиции.
Берт и Гарольд пытаются выяснить, кто побудил Элизабет нанять их, чтобы очистить свои имена. Это приводит их к богатому наследнику текстильной промышленности Тому Возе, его покровительственной жене Либби и Валери (настоящая фамилия которой была Возе), сестре Тома. Они узнают, что именно Валери убедила Элизабет нанять их, зная, что они заслуживают доверия.  Валери находится под постоянным наблюдением Тома и Либби, которые утверждают, что она страдает нервным заболеванием. Том предлагает Берту и Гарольду поговорить с генералом Гилом Дилленбеком, известным и награждённым ветераном, дружившим с Микинсом.
Пока Берт пытается связаться с генералом, Гарольд и Валери проводят день в её доме, где замечают киллера Тарима Милфакса. Они следуют за ним в клинику принудительной стерилизации, принадлежащую таинственной организации, известной как «Комитет пяти». После ссоры с Милфаксом, Гарольд и Валери воссоединяются с Бертом.  Валери ведёт их в отель Waldorf Astoria в Нью-Йорке, где они встречаются с Полом Кентербери и Генри Норкроссом, благотворителями Валери из Амстердама, которые являются тайными шпионами в разведывательном сообществе. Пол и Генри объясняют, что Комитет Пяти планирует свергнуть американское правительство и что Дилленбек может помочь им сорвать их заговор.
Трио встречается с генералом Дилленбеком, которому от имени неназванного благотворителя предлагается крупная сумма денег, чтобы он произнес речь, призывающую ветеранов насильственно сместить президента Франклина Рузвельта и вместо этого установить Дилленбека в качестве марионеточного диктатора.  Генерал соглашается и планирует выступить на гала-концерте воссоединения, который устраивают Берт и Гарольд, чтобы привлечь внимание того, кто стоит за заговором.
На гала-концерте генерал Дилленбек читает свою речь вместо той, за которую ему заплатили. Милфакс намеревается застрелить его за это, но Гарольду и Валери удается вовремя его остановить.  Милфакс арестован, и выясняется, что Комитет пяти состоит из четырех лидеров отрасли, включая Тома, которые фанатично одержимы Бенито Муссолини и Адольфом Гитлером и намереваются превратить Америку в фашистскую страну.
Том и другие лидеры арестованы полицией, но они не задерживаются надолго и после освобождения первым же делом распространяют лживые слухи о генерале Дилленбеке в прессе. Генерал в свою очередь свидетельствует об инциденте Конгрессу и возвращается на родину, чтобы провести там остаток своей жизни. Гарольд и Валери уезжают из страны, так как не могут быть вместе в США. Берт прощается с ними, планируя возобновить свою медицинскую практику и продолжить отношения с Ирмой.

## В ролях
- Кристиан Бейл ― Берт Берендсен, доктор и ветеран войны
- Марго Робби ― Валери Банденберг, медсестра
- Джон Дэвид Вашингтон ― Гарольд Вудман, юрист и ветеран войны
- Рами Малек ― Том Возе, брат Валери и муж Либби
- Зои Салдана ― Ирма Сент-Клер, судмедэксперт
- Роберт Де Ниро ― Гилберт Дилленбек, генерал, ветеран морской пехоты
- Майк Майерс ― Пол Кентербери, производитель стеклянных глаз, партнер Норкросса
- Тимоти Олифант ―Тарим Милфакс, убийца
- Майкл Шеннон ― Генри Норкросс, производитель стеклянных глаз, партнер Кентербери
- Крис Рок ― Милтон Кинг, армейский друг Берта и Гарольда
- Аня Тейлор-Джой ― Либби Возе, жена Тома
- Андреа Райсборо ― Беатрис Ванденхёвель, бывшая жена Берта
- Маттиас Схунартс ― Лем Гетвиллер, детектив, напарник Хилтца
- Алессандро Нивола ― Хилтц, детектив, напарник Гетвиллера
- Лиленд Орсер ― Невис
- Тейлор Свифт ― Элизабет Микинс, дочь сенатора Билла Микинса
- Эд Бегли-мл ― Билл Микинс, сенатор, отец Элизабет
- Том Ирвин ― Белпорт

## Производство
В январе 2020 года было объявлено, что Дэвид Оуэн Расселл станет автором сценария и режиссёром фильма, в котором главную роль сыграет Кристиан Бейл; съёмки должны были начаться в апреле 2020 года. В феврале того же года стало известно, что к актёрскому составу присоединятся Марго Робби и Майкл Б. Джордан. Также режиссёр рассматривал варианты с приглашением Дженнифер Лоуренс, Джейми Фокса и Анжелины Джоли. В октябре 2020 года Майкл Б. Джордан покинул проект из-за плотного графика съёмок и его заменил Джон Дэвид Вашингтон. Тогда же стало известно, что съёмки фильма откладываются в связи с пандемией COVID-19. В январе 2021 года стал известен весь актёрский состав, тогда же в Лос-Анджелесе начались съёмки и проходили до марта.
27 апреля 2022 года стало известно официальное название фильма — «Амстердам» (англ. Amsterdam).

## Премьера
Премьера фильма состоялась 7 октября 2022 года.

## Восприятие

### Кассовые сборы
При производственном бюджете в 80 миллионов долларов и дополнительно потраченных 60 миллионов на маркетинг, «Амстердам» собрал в мировом кинопрокате 31 миллион долларов. Убытки, которые понесли продюсеры, оцениваются в 97 миллионов долларов.

### Отзывы критиков
Фильм получил смешанные отзывы от критиков. На сайте-агрегаторе Rotten Tomatoes рейтинг фильма составил 33 % на основе 246 рецензий критиков со средней оценкой в 5,1 балла из 10. Консенсус сайта гласит: "«Амстердам» имеет звёздный состав и насыщенный сюжет, однако в сумме это болезненно меньше, чем сумма его ослепительных частей". На Metacritic рейтинг фильма составляет 48 баллов из 100 на основе 52 рецензий критиков, что означает «смешанные или средние отзывы».
Пит Хаммонд из Deadline Hollywood назвал «Амстердам» одной из лучших работ Рассела и похвалил «сложный» сценарий, «уникально продуманных» персонажей, операторскую работу, костюмы, постановку и музыку. 
Дав фильму четыре звезды из пяти, Джеймс Моттрам из South China Morning Post охарактеризовал картину как «каперс в стиле Хэла Эшби, полный фейерверков с современным политическим подтекстом» и похвалил его «карусель красочных персонажей».
Некоторые критики сочли фильм чрезмерно амбициозным. Питер Брэдшоу из The Guardian оценил фильм на три звезды из пяти, похвалив комедийные элементы и выступления Вашингтона, Робби и Бейла, но посчитал, что история была «изнурительно дурацкой».
Дэвид Руни из The Hollywood Reporter написал, что «Амстердам» — это «множество фильмов, не элегантно объединённых в один — сумасшедшая эксцентричная комедия, криминальный триллер, искреннее приветствие сюжетам о любви и дружбе, урок антифашистской истории с вымышленными элементами». Руни похвалил исполнителей главных ролей, операторскую работу, постановку и дизайн костюмов, но посчитал, что фильм перегружен и что его материал больше подходит для небольшого сериала, чем для фильма.
В рецензии для Screen International Том Грирсон назвал фильм «преувеличенной тайной убийства» с «запутанной» историей и «драматически тонкими» главными героями, но приветствовал некоторые аспекты фильма, такие как непредсказуемость сюжета, персонаж Бейла, общий «вольный дух» и «снисходительную дерзость» картины.
Издание Variety назвало «Амстердам» амбициозным, «красиво снятым», но «перенасыщенным социальной сатирой» и умными идеями, которые плохо реализованы.
Несколько рецензий были очень критическими по отношению к фильму. Например, Робби Коллин из The Daily Telegraph поставил фильму две звезды из пяти, посчитав диалоги не впечатляющими, а также отметил, что сценарий Рассела «делает плохую погоду» для этой истории.
Описывая сюжет как «бессмысленный беспорядок», Дэвид Эрлих из издания IndieWire оценил фильм на 3 звезды из 5, поскольку он «в лучшем случае забавен, в худшем — вреден» с «незначительной» развлекательной ценностью.